# チャノ・ドミンゲス

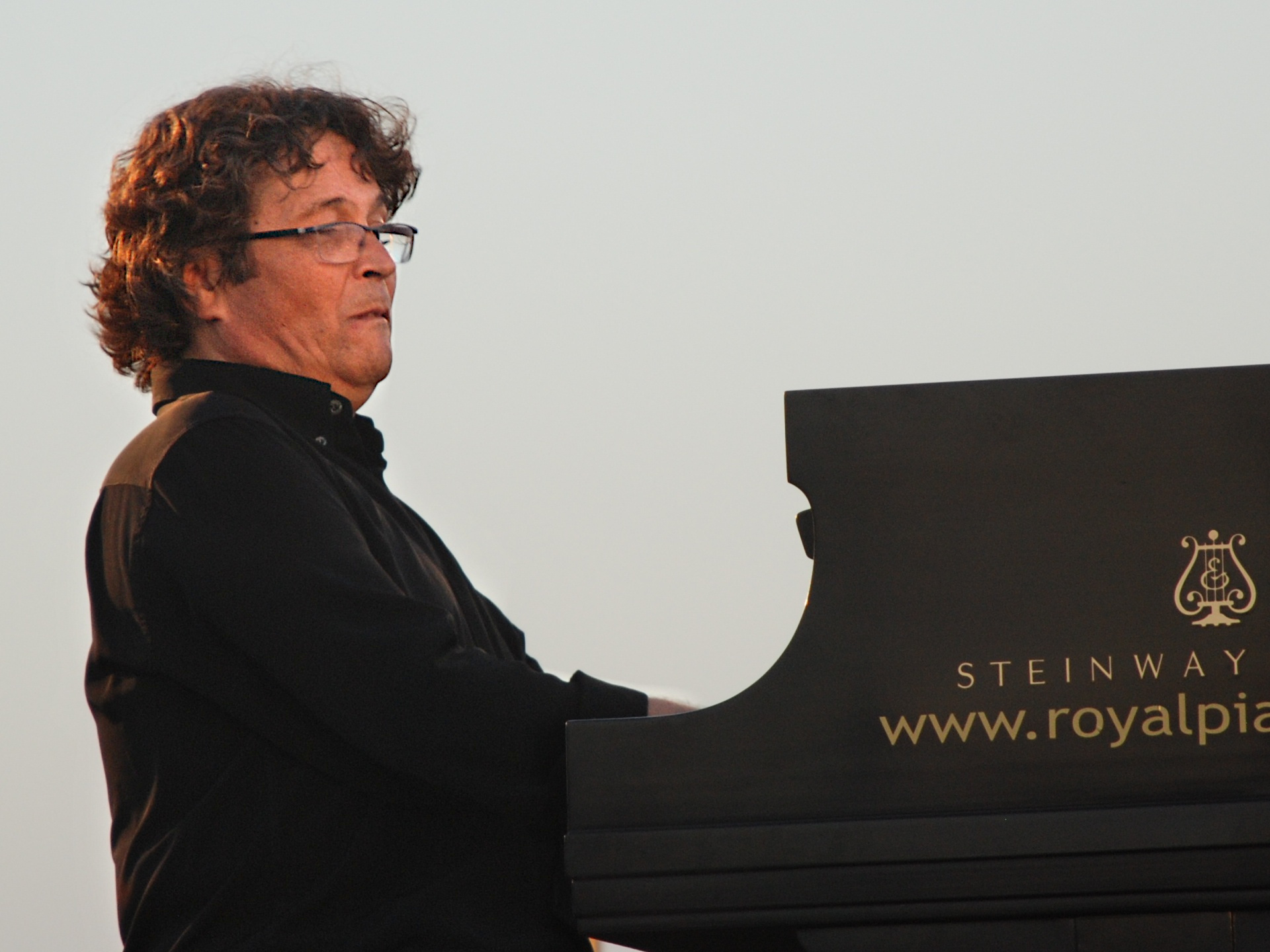
チャノ・ドミンゲス（2007年）

チャノ・ドミンゲス（Chano Domínguez, 1960年3月29日 カディス - ）は、スペインのポピュラー音楽のピアニスト。最初はプログレッシブ・ロック・バンドのCAIに所属したが、後にジャズ・ピアニストに転向し、ポスト・バップ様式のピアニストとして、ラテンジャズやフラメンコ・ジャズの分野で活躍中である。当初はマハヴィシュヌ・オーケストラやウェザー・リポートによるフュージョンに興味を抱いてジャズ界に進出したが、現在はビル・エヴァンスやセロニアス・モンクらモダン・ジャズのピアニストに関心を移している。

## 註釈
1. ↑  World Music Central
2. ↑  Flamenco World Interview Archived 2007年8月27日, at the Wayback Machine.